# مقر الشمس (العدين)

تعديل مصدري - تعديل

مقر الشمس محلة تابعة لقرية الغضيبة، التابعة لعزلة الغضيبة بمديرية العدين إحدى مديريات محافظة إب في الجمهورية اليمنية.، بلغ تعداد سكانها 40 حسب تعداد اليمن لعام 2004.